# Ataque de Boukouma
O ataque de Boukouma ocorre em 18 de agosto de 2021 durante a insurreição jihadista no Burquina Fasso.

## Desenvolvimento
Em 18 de agosto de 2021, por volta das 14h, um comboio que partia de Dori e seguia para Arbinda foi atacado em Boukouma, a 25 quilômetros de Gorgadji, na província de Séno.
Este comboio, constituído por 80 veículos, estende-se por uma distância de cerca de 600 metros e é constituído na sua maioria por civis que procuram aproveitar uma escolta militar para percorrer esta estrada, que tem cerca de cem quilômetros. Os gendarmes estão posicionados na dianteira e na retaguarda, enquanto os civis estão no centro. No entanto, é contra o meio do comboio que os jihadistas lançam o ataque.
Após três horas de combates, chegam reforços de Gorgadji e Arbinda e os jihadistas são repelidos.

## Baixas
De acordo com uma avaliação inicial do governo burquinense, 30 civis, 14 militares e três milicianos dos Voluntários para a Defesa da Pátria foram mortos durante o ataque e 19 pessoas ficaram feridas. No dia seguinte, no entanto, o número foi revisto e subiu para mais de 80 mortos, incluindo 65 civis, 15 gendarmes e seis milicianos.
O presidente Roch Marc Christian Kaboré decreta luto nacional de três dias. O governo também declara que exército e os Voluntários para a Defesa da Pátria 'mataram 58 terroristas' em 'retaliação'.